# Mataró Audiovisual
Mataró Audiovisual és l'empresa pública que gestiona la televisió i la ràdio públiques del Maresme, anomenades tvmataró i mataró ràdio respectivament.
Mataró Ràdio va iniciar les seves emissions el 2006, mentre que Mataró Televisió sorgeix després del canvi de nom de l'anterior m1tv, realitzat el 2017, que alhora consistia en una fusió entre Televisió de Mataró i Maresme Digital TV que es va realitzar el 2010. Poc després, un canal anomenat m2tv va començar a emetre i va acabar les seves emissions el 2012. Actualment després del canvi a la gerència del setembre de 2021, es va reanomenar Mataró Televisió per tvmataró.

## Història

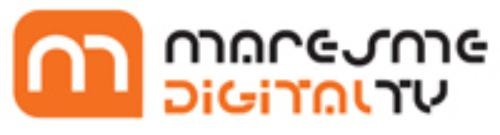
Logotip de MaresmeDigital TV

Des de 1984, moment en el qual el Col·lectiu de Mitjans Audiovisuals de Mataró va posar en marxa les emissions de Televisió de Mataró, gràcies a la col·laboració desinteressada de molta gent i amb la voluntat de dotar la ciutat d'aquest mitjà, Televisió de Mataró va iniciar el seu recorregut amb espais informatius i altres programes que deixaven la seva empremta de l'actualitat de la capital del Maresme.
Amb la posada en marxa de la Televisió Digital Terrestre -TDT- el 2006 apareix MaresmeDigital Televisió, el canal públic del Consorci Digital Mataró Maresme que dona el servei de televisió local pública als municipis del Maresme, sempre sobre dos pilars finamentals: les persones i la informació de proximitat. Aquest canal va començar les seves emissions en proves el setembre de 2007, sent la primera televisió local pública a emetre en digital a Catalunya.
El Consorci Digital Mataró-Maresme es constitueix el 12 de desembre del 2006 per a la gestió del canal públic de televisió digital terrestre local (TDTL) de la demarcació de Mataró (Tl06B, programa núm. 1 del canal múltiple 24) amb naturalesa de servei públic. Van ser socis d'aquesta televisió els Ajuntaments que formaren part del Consorci Digital Mataró-Maresme: Mataró, el Masnou, Argentona, Premià de Dalt, Sant Andreu de Llavaneres, Alella, Vilassar de Dalt, Tiana, Teià, Cabrils, Sant Vicenç de Montalt, Cabrera de Mar, Caldes d'Estrac i el Consell Comarcal del Maresme.
L'any 2010 el canal incorpora l'experiència de l'equip de Televisió de Mataró, convertint-se en m1tv, la televisió de Mataró i el Maresme, un mitjà d'arrel cívica i popular que aprofita l'evolució tecnològica que posava a l'abast els equipaments audiovisuals digitals.
El 31 de gener de 2012 la productora Lavínia que s'encarregava d'explotar els serveis informatius de M1tv, finalitzava la concessió sense que el Consorci Digital Mataró-Maresme hagués arribat a cap acord per prorrogar uns mesos el contracte. Finalment, 8 treballadors subcontractats van ser acomiadats, quedant el mitjà només amb 9 treballadors.
El gener del 2017 es va acordar en ple fusionar els mitjans públics de televisió i ràdio (Mataró Ràdio) en un de sol a la mateixa seu on es trobava m1tv, l'Ajuntament de Mataró assumeix la gestió de la televisió pública i traspassa la gestió a Mataró Audiovisual.
Mataró Televisió neix amb l'objectiu, sempre vigent, de ser la televisió de la ciutat, un mitjà de comunicació a través del qual tothom pugui estar informat del que passa al nostre voltant, amb el qual les persones, les entitats i les associacions de Mataró puguin fer sentir la seva veu i opinar, essent un reflex de l'activitat i de la vida social de la ciutat i amb una projecció comarcal.
El setembre de 2021, es produeix un relleu en la gerència del mitjà Arxivat 2021-06-17 a Wayback Machine.. Oriol Burgada relleva a Mei Ros en la direcció de l'empresa Arxivat 2021-09-09 a Wayback Machine.. A finals d'any es torna a produir un canvi de marca, i la televisió passa a anomenar-se "tvmataró". Durant els següents mesos es renova la programació dels dos mitjans, amb nous formats i programes.
Des de l'època de Televisó de Mataró, i durant les següents etapes, és una televisió adherida a la Xarxa de Televisions Locals.
Des del 2013 s'emet una edició especial de Picalletres en què els concursants són estudiants del Maresme.

### m2tv
El 23 d'abril de 2010 es va obrir un canal anomenat m2tv (o M 2), que emetia a l'Alt Maresme, que va haver de tancar el 29 de febrer de 2012 pel cost inassumible per al manteniment del canal. Amb la dissolució, només van quedar dos canals pel Maresme, m1tv Mataró/Maresme (pública, de part de Mataró Maresme Digital SLU) i MarTV (privada, antic Canal Català Maresme). La seva seu va ser a Calella.

## Programació
tvmataró emet a través del canal 24 UHF de la TDT del Maresme, també ofereix emissió en directe per internet i un servei de televisió a la carta.
De cap per avall fou una sèrie de televisió enregistrada l'any 1993 i 1994 que es va emetre a Televisió de Mataró. Va constar de set capítols. És la primera sèrie juvenil enregistrada a l'estat espanyol, seguida per Poblenou, a TV3. La idea va sorgir de forma espontània de Martí Manent i Oriol Garriga i va comptar amb el suport d'empreses de la ciutat de Mataró i de l'Ajuntament de Mataró.